# 北京理工大学良乡校区

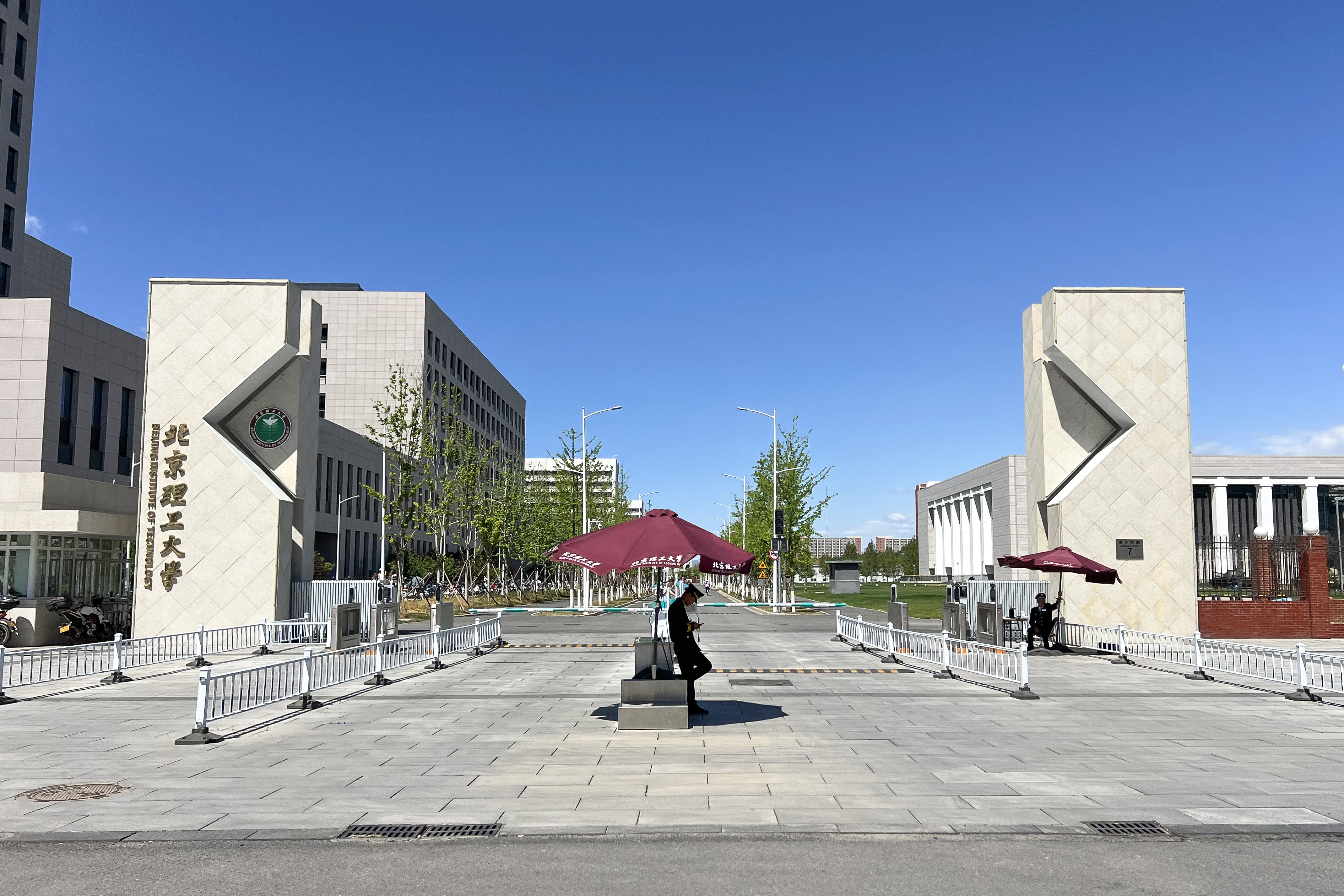
良乡东北校区

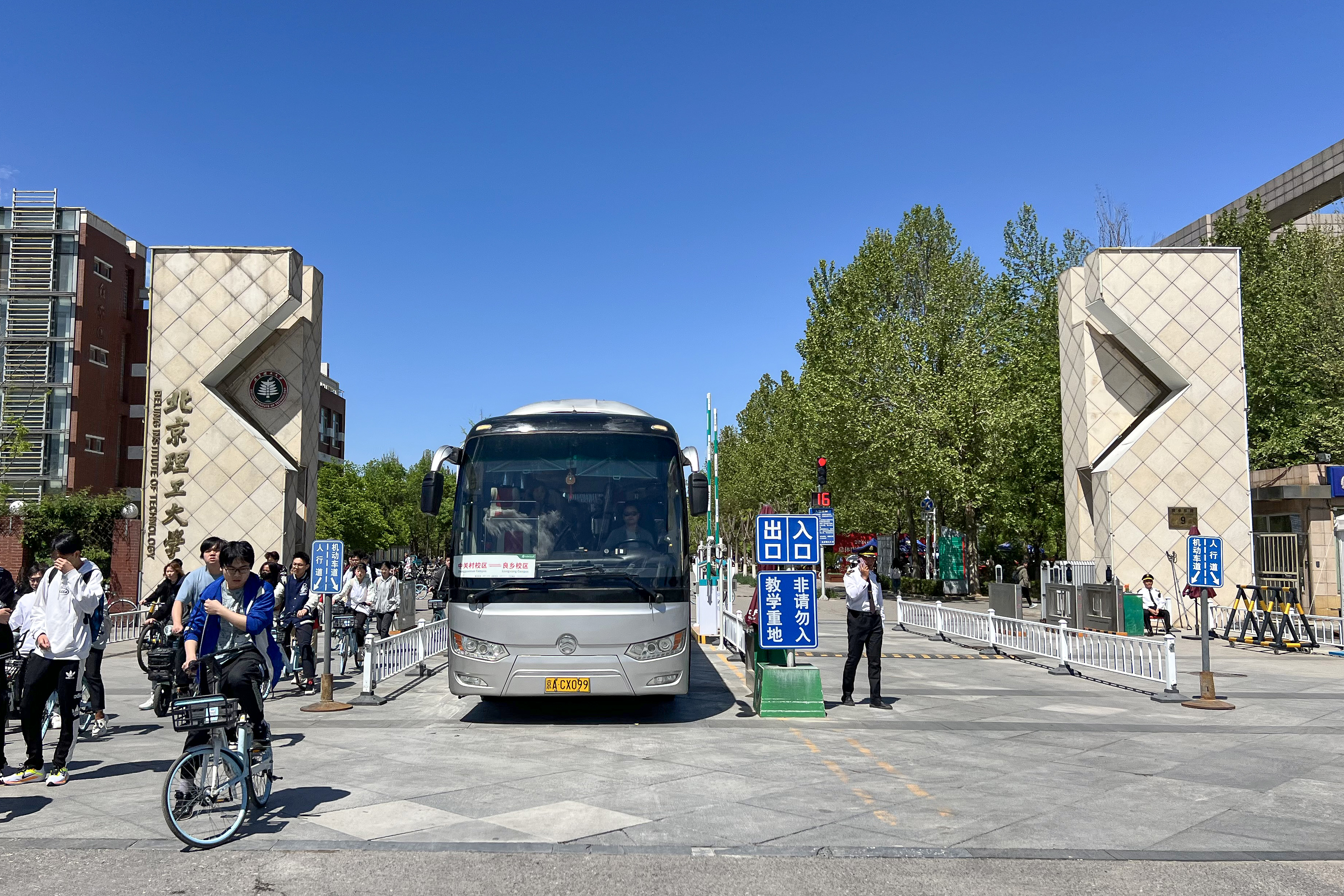
良乡北校区

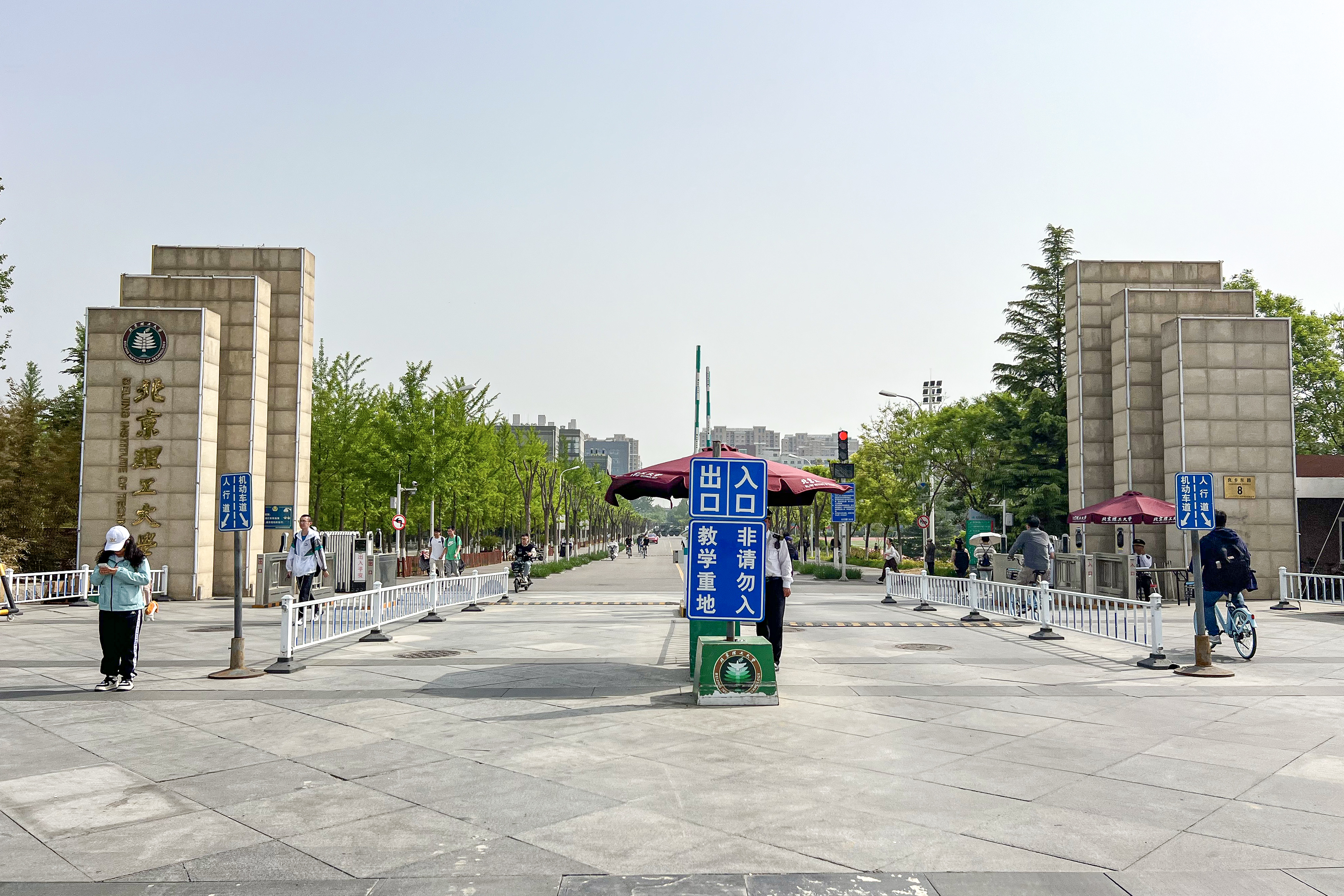
良乡南校区

北京理工大学良乡校区是北京理工大学在房山区良乡大学城建立的校区。距天安门约30公里，距校本部约35公里，京广铁路和京石高速公路东侧，北京六环路以内。

## 历史
北京理工大学2007年9月位于房山区良乡的新校址开始正式投入使用。
2002年12月20日，北理良乡校区举行了奠基仪式，参加奠基仪式的有教育部、国防科工委、北京市政府、房山区政府及其他有关单位的党政领导。
现已完成一期二期工程，尚未完工。计划在国家“十一五规划”期间完成良乡校区的主体建设。北京理工大学良乡校区的建设将快速地全面展开，掀开北京理工大学建设新的一页。

## 环境
北京理工大学为建成高水平研究型大学目标，积极推进良乡校区建设。良乡校区环境清幽，远离城市喧嚣，与大自然融为一体。是现代大学发展的一个方向。
建设规模用地面积202.97公顷，建设用地面积164.36公顷，建筑面积95.01万平方米。

## 使用
2007、2008、2009级学生已经在此完成两年基础教育之后前往校本部中关村校区继续学习。北理工计划将良乡校区建成本科生校区。而原中关村校区拟规划为研究生院。
在2020年10月8日和9日，北理2020级本科新生在良乡校区报到入学。

## 戏谑
2007级新生作为第一批入主良乡校区的学生，因为校区与校本部（中关村大街校区）相比远离北京繁华地段，有些不满情绪，于是自称拓荒者，并戏称北京理工大学良乡校区为“良乡理工大学”（Liangxiang Institute of Technology），简称良理（LIT）。良乡校区实为北京理工大学校区，而非独立学院。良理工是北理工学生的一种调侃，非官方用语。